# أندي هايوارد (لاعب كرة قدم)
أندي هايوارد (بالإنجليزية: Andy Hayward)‏ هو لاعب كرة قدم بريطاني في مركز الوسط، ولد في 21 يونيو 1970 في بارنسلي في المملكة المتحدة. لعب مع نادي بارو ونادي برادفورد بارك أفنيو ونادي دونكاستر روفرز ونادي روذرهام يونايتد ونادي ستاليبريدج سيلتيك ونادي هدنسفورد تاون ونادي وكينغ.

## وصلات خارجية
- أندي هايوارد (لاعب كرة قدم) على موقع Soccerbase.com (لاعب) (الإنجليزية)